# Chociebor
Chociebor, Kociebor – staropolskie imię męskie, złożone z członów Chocie- („chcieć”) i -bor („walka”). Mogło oznaczać „pragnącego walki”.
Chociebor imieniny obchodzi 6 lipca.
Zobacz też: 
- Chocieborowice